# François Douaren

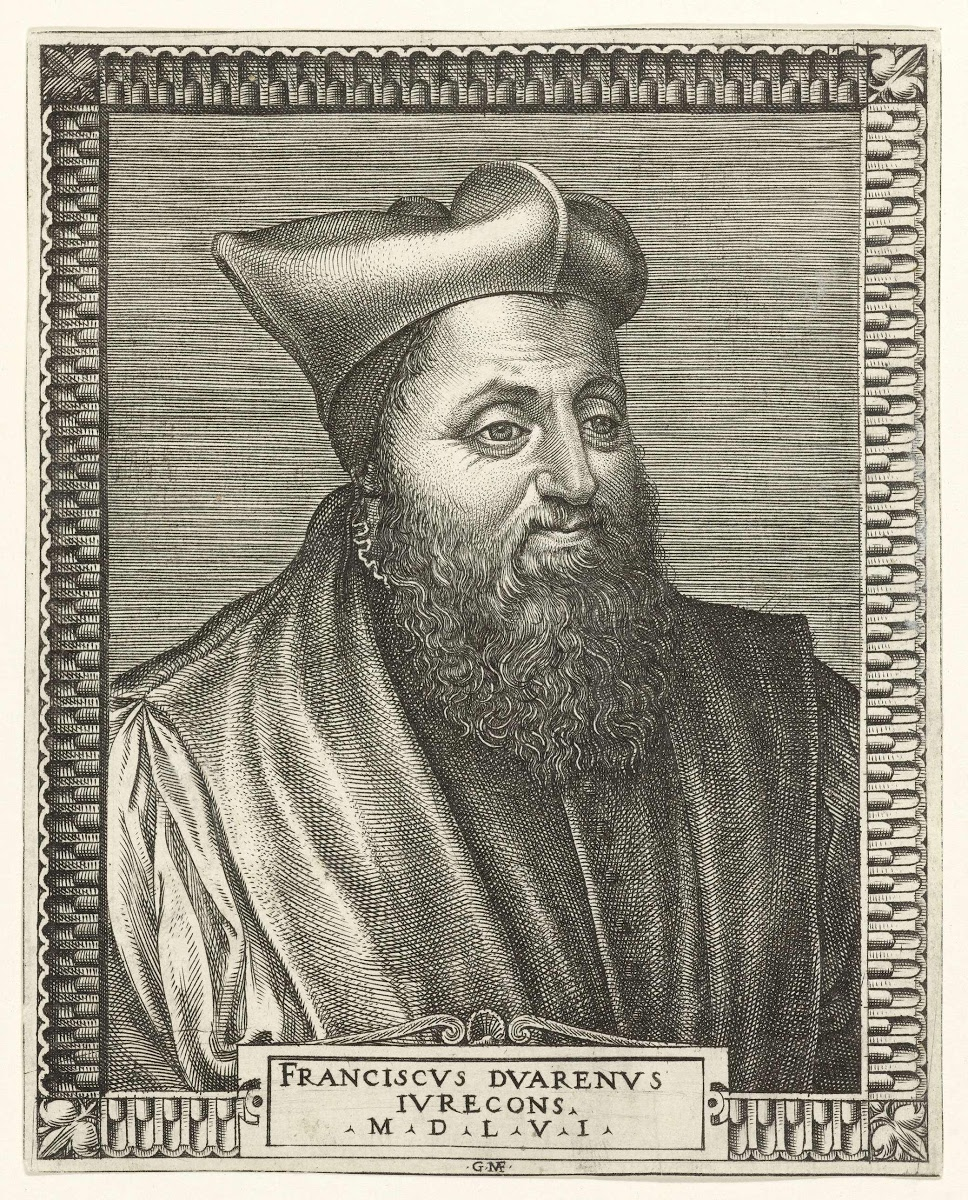

François Douaren (o le Douaren; talvolta scritto anche Duaren), in latino Franciscus Duarenus (vicino a Saint-Brieuc, 1509 – Bourges, 23 luglio 1559) è stato un giurista francese professore di diritto all'Università di Bourges.

## Biografia

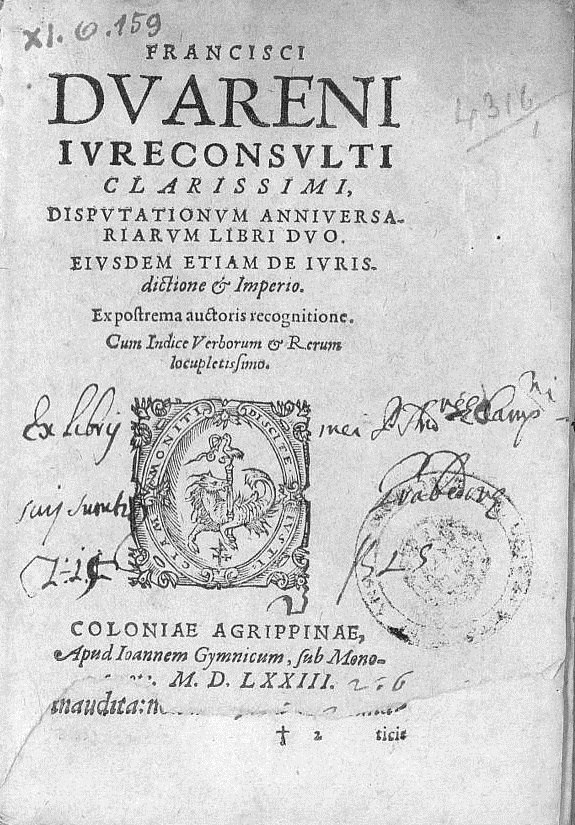
Disputationes anniversariae, edizione del 1573

Nacque nel 1509 nei pressi di Saint-Brieuc, nelle Côtes-d'Armor in Bretagna.
Dopo gli studi a Parigi sotto Guillaume Budé e a Bourges, Douaren lavorò come avvocato per il Parlamento di Parigi e docente di diritto francese all'università di Parigi, dove insegnò a tre dei figli di Budé. Nel 1538 fu chiamato a insegnare a Bourges. In seguito a un'aspra disputa nata nel 1547 con il collega Éguiner Baron, anch'egli bretone, Douaren abbandonò la cattedra per Parigi e solo dopo la morte di Baron nel 1550 tornò a insegnare a Bourges. Gli strascichi di tale litigio intaccarono anche i rapporti di Douaren con François Baudouin - che aveva preso le difese di Baron - e persino quelli con Calvino.
Sostenitore del pensiero di Andrea Alciato, come i suoi connazionali Jacques Cujas, François Hotman e del suo discepolo Hugues Doneau, Douaren fu uno dei principali rappresentanti della scuola di pensiero dell'umanesimo giuridico all'interno della disciplina del diritto romano nel continente europeo. Questi professori di diritto francese del XVI secolo applicavano i metodi filologici degli umanisti italiani ai testi legali. Il loro scopo era giungere a una comprensione più accurata storicamente dei testi del Corpus iuris civilis romano.
Oltre ai numerosi commenti sul Corpus, Douaren scrisse un importante commento sulla legge romana degli obblighi, il Commentarius de pactis (1544), che influenzò notevolmente le moderne teorie sulle obbligazioni. Il suo programma di studi del 1544, De ratione docendi discendique iuris epistola, fu la prima affermazione del mos gallicus, l'approccio umanistico francese all'istruzione superiore. I suoi contenuti principali - studi linguistici, lezioni introduttive sulla base del Codice giustinianeo, un approccio metodico basato sulle leggi del Corpus - furono introdotti nella maggior parte delle facoltà giuridiche europee.

## Opere
- (LA) Disputationes anniversariae, Köln, Johann Gymnich, 1573.